# Steve Whitmire
Steve Lawrence Whitmire (Atlanta, 24 september 1959) is een Amerikaans poppenspeler, bekend van zijn werk met de Muppets. Sinds de dood van hun bedenker Jim Henson in 1990, speelde Whitmire Ernie (tot 2004), Kermit de Kikker (tot 2017), Link Hoghtrob (tot 2016) en de Muppet Newsman (tot 2016). Andere personages die hij overnam zijn Beaker (tot 2016), na Richard Hunts dood in 1992 en Statler (tot 2016), nadat Jerry Nelson stopte met werken.
Muppets die Whitmire van begin af aan speelt zijn onder meer Rizzo, Lips (de trompettist van Dr. Teeth and the Electric Mayhem), Foo-Foo (Miss Piggy's hondje) en Wimmie uit De Freggels. Deze rollen speelde hij tot 2016.
Tegenwoordig zijn de Muppets die door Whitmire gespeeld werden, overgenomen door andere poppenspelers.